# Cosmia spurcopyga
Cosmia spurcopyga är en fjärilsart som beskrevs av Alphéraky 1895. Cosmia spurcopyga ingår i släktet Cosmia och familjen nattflyn. Inga underarter finns listade i Catalogue of Life.